# Tegenpaus Nicolaas V
Nicolaas V (Pietro Rainalducci, ? – 16 oktober 1333) was een tegenpaus in Italië van 12 mei 1328 tot 25 juli 1330 tijdens het pontificaat van Johannes XXII (1316–34) te Avignon. Hij was de laatste tegenpaus die geïnstalleerd werd door de Roomse keizer.
Hij werd geboren in Corvaro, een oude vesting nabij Rieti in Lazio. Nadat hij in 1310 van zijn vrouw gescheiden was, trad hij toe tot de franciscaanse orde en maakte hij naam als priester. Door invloed van de geëxcommuniceerde keizer Lodewijk de Beier werd hij gekozen tot paus en op 12 mei 1328 in de Sint-Pietersbasiliek te Rome ingewijd door de bisschop van Venetië.
Na vier maanden in Rome te hebben doorgebracht, trok hij zich met Lodewijk IV terug naar Viterbo en later naar Pisa, waar hij werd bewaakt door de keizerlijke troepen. Op 19 februari 1329 zat Nicolaas V een bizarre ceremonie voor in het Campo dei Miracoli, waarbij paus Johannes XXII, voorgesteld als een rieten pop gekleed in pauselijke mantel, officieel veroordeeld werd.
Nicolaas V werd in april 1329 geëxcommuniceerd door Johannes XXII en zocht bescherming bij graaf Bonifatius van Donoratico nabij Piombino. Nadat hij de verzekering had gekregen van een pardon, biechtte hij zijn zonden op, eerst aan de aartsbisschop van Pisa en daarna op 25 augustus 1330 in Avignon aan Johannes XXII, die hem vervolgens vergiffenis schonk.
Tot zijn dood in oktober 1333 verbleef hij in "gevangenschap" in het Pausenpaleis te Avignon.
Cursief: tegenpaus